# Лович (гміна)
Гміна Лович (пол. Gmina Łowicz) — сільська гміна у центральній Польщі. Належить до Ловицького повіту Лодзинського воєводства.
Станом на 31 грудня 2011 у гміні проживало 7547 осіб.

## Площа
Згідно з даними за 2007 рік площа гміни становила 133.38 км², у тому числі:
- орні землі: 83.00%
- ліси: 8.00%

Таким чином, площа гміни становить 13.51% площі повіту.

## Населення
Станом на 31 грудня 2011:
| Опис     | Загалом | Загалом | Чоловіки | Чоловіки | Жінки | Жінки |
| -------- | ------- | ------- | -------- | -------- | ----- | ----- |
| одиниця  | осіб    | %       | осіб     | %        | осіб  | %     |
| все      | 7547    | 100     | 3739     | 49.54    | 3808  | 50.46 |
| міське   | 0       | 100     | 0        |          | 0     |       |
| сільське | 7547    | 100     | 3739     | 49.54    | 3808  | 50.46 |

## Сусідні гміни
Гміна Лович межує з такими гмінами: Беляви, Доманевіце, Здуни, Коцежев-Полудньови, Лишковіце, Лович, Неборув, Сонськ.